# Кипр в древнегреческой мифологии

## Топонимы
- Касион. Гора на Кипре. Когда Афродита пряталась там от богов, её местопребывание раскрыла старуха, которую Афродита превратила в камень[1].
- Кипр. Остров[2]. Микенское проникновение на Кипр относится к 14-12 вв., усиливается на рубеже 13-12 вв[3]. В микенских текстах есть слово ku-pi-ri-jo (личное имя Киприй[4], или, по другому толкованию, обозначение купца с Кипра[5]). Археологи указывают на наличие ахейских поселениях на Кипре в 11 в. до н. э[6]. В надписи Асархаддона перечислены имена 10 греческих царей Кипра[7].
- Пафос. Город на Кипре[8]. Там древнейшее святилище Афродиты, воздвигнутое Аэрией[9]. Должность жреца святилища была весьма почетна[10]. Около него вышла на берег Афродита, рождённая из пены. «Зимой и весной у берегов Кипра от прибоя волн из продуктов разложения водорослей и морских животных образуется огромное количество пены, особенно у города Пафоса»[11].
- Саламин. Город на Кипре[12]. Там в храме почитались Диомед, Агравла и Афина. В месяце афродисионе там совершали жертвоприношение человека, которого заставляли трижды обежать вокруг алтаря и убивали ударом копья в рот[13].

## Список персонажей
- Адонис.
- Алфесибея (нимфа)[14]. Мать Адониса от Феникса (согласно Гесиоду)[15]. Алфесибея
- Амафунт. Царь, сын Аэрии. Основал храм Афродиты Амафунтской[9].
- Анаксарета. Девушка с Кипра. Отвергла влюбленного в неё Ифиса, который покончил с собой. Анаксарета увидела его тело и превратилась в камень. Её статуя была в Саламине (Кипр)[16]. См. Анаксарета
- Астерия. Дочь Тевкра и Евны[17].
- Аэрия. Кипрский царь, отец Амафунта. Основал храм Афродиты Пафосской[18].
- Бресия. Дочь Кинира и Метармы. Навлекла на себя гнев Афродиты, сожительствуя с чужими мужьями, окончила жизнь в Египте[8].
- Галатея[19]. Жена Пигмалиона. Имя Галатея не упоминается в древних источниках и изобретено в 1762 году в сочинении Руссо «Пигмалион».
- Гауас. Эпитет Адониса[20].
- Евкл. (Эвкл.) Пророк с Кипра, Павсаний читал его пророчества. Жил раньше Бакида, предсказал рождение Гомера и поход персов на Элладу[21].
- Евна. (Эвна.) Дочь кипрского царя, жена Тевкра, мать Астерии[17].
- Иасон (Иас[22]) Владел Кипром. Отец критянина Дметора[23].
- Ипполита. Кормилица Смирны, которая содействовала её связи с отцом[24].
- Ифис[25] С Кипра, влюблен в Анаксарету. Повесился у двери возлюбленной[26].
- Кенхреида. По версии, жена Кинира, царя ассирийцев, и мать Смирны. Говорила, что её дочери красивее Афродиты[27].
- Кинир.
- Кипр. Сирия родила от него Афродиту-Астарту[28].
- Лаогора. Дочь Кинира и Метармы. Навлекла на себя гнев Афродиты, сожительствуя с чужими мужьями, окончила жизнь в Египте[8].
- Лаодика[29]. С Кипра. Дочь Агапенора. Послала в дар Афине Алее в Тегею пеплос с надписью. Основала храм Афродиты Пафосской в Тегее[30].
- Лапет. Вождь киприотов, участник индийского похода Диониса[31]. Его именем назван город.
- Ледр. С Кипра, участник индийского похода Диониса[32].
- Мефарма. (Метарма.) Дочь Пигмалиона. Жена Кинира, мать Адониса[8]
- Мигдалион. Отец капитана корабля, который Кинир послал против Трои[33].
- Мирра (мифология).
- Оксипор. Сын Кинира и Метармы[8].
- Орседика. Дочь Кинира и Метарма. Навлекла на себя гнев Афродиты, сожительствуя с чужими мужьями, окончила жизнь в Египте[8].
- Пафа. По версии, родила от Аполлона Кинира[34].
- Пафос (мифология).
- Пигмалион.
- Пиравст. Дракон с Кипра, жил в огне. Pyrausta[англ.]
- Праксандр. Из Ферапны в Лаконике. Участник Троянской войны, после неё поселился на Кипре[35].
- Пропетиды.
- Смирна. См. Мирра.
- Фамир. Киликиец, занес на Кипр искусство гаруспиков[36].
- Эриманф[37]. Сын Аполлона. Ослеп, когда увидел купающуюся Афродиту. В отместку Аполлон превратился в кабана и убил Адониса[38]. По Птолемею Гефестиону, подглядел купание Афродиты и превратился в кабана, убившего Адониса[39]. См. Эриманфский вепрь.
- Эфесибея. Мать Адониса от Феникса. См. Алфесибея. Aephesiboea[англ.]
- Эхелай. Воин с Кипра, участник индийского похода. Убит Морреем[40].

Легендарные персонажи:
- Аркеофонт. Сын Миннирида, из Саламина на Кипре. Богатый финикиец. Был влюблен в Арсиною, дочь царя Никокреонта, но ему отказали в сватовстве. Покончил с собой[41].
- Арсиноя. Дочь царя Саламина на Кипре Никокреонта. В неё влюбился Аркеофонт, но отец отказал ему в сватовстве. Когда Аркеофонт покончил с собой, Арсиноя выглянула из окна взглянуть на его похороны, и Афродита превратила её в камень[41].
- Миннирид. Отец Аркеофонта с Кипра[42].
- Никокреонт. Царь Саламина на Кипре, потомок Тевкра. Отец Арсинои, к которой сватался финикиец Аркеофонт, но царь отказал ему[43]. Царствовал в конце 4 в. до н. э.
- Фемисто. С Кипра, мать Гомера[44].

### Керасты
- Керасты (Cerastes[англ.]). Легендарные персонажи[45]. Имели рога на лбу[46]. «Рогатые кентавры». Рождены от семени Зевса, извергнутого на почву Кипра от любви к Афродите[47].

Список:
- Амфифемид (Амфитемис). Рогатый кентавр, участник индийского похода Диониса[48].
- Гленей. Рогатый кентавр, участник индийского похода[49].
- Еврибий (Эврибиос). Рогатый кентавр, участник индийского похода Диониса[50].
- Кетей. Рогатый кентавр, участник индийского похода Диониса[50].
- Номион (Номейон). Рогатый кентавр, участник индийского похода Диониса[51].
- Ортаон. Рогатый кентавр, участник индийского похода[52].
- Петрей. Рогатый кентавр, участник индийского похода Диониса[53].
- Рифон. Рогатый кентавр, участник индийского похода[53].
- Спаргей. Рогатый кентавр, участник индийского похода[49].
- Фавн. Рогатый кентавр, участник индийского похода Диониса[48].
- Фанес. Рогатый кентавр, участник индийского похода Диониса[51].
- Эсак (Айсакос). Рогатый кентавр, участник индийского похода Диониса[52].